# Hiroki Yoshimoto
Hiroki Yoshimoto (吉本大樹, Yoshimoto Hiroki) (Osaka, Prefectura d'Osaka, Japó; 2 de setembre de 1980) es un pilot d'automobilisme japonés.
El 1999 va participar a La Fórmula 1600 Júnior Japonesa, després els anys 2000 i 2001 passa a les categories De Fórmula Toyota i Corea F1 1800. El 2001 també va participar en dues curses de la Fórmula 3 Japonès amb l'equip Del Barret Groc. L'any següent va participar en totes les curses Del Campionat Japonès De F3 amb l'equip Ara... una victòria i una pole position a més de dos podis, va acabar 8è.Àries al campionat. Per al 2003 va continuar en la mateixa categoria amb el mateix equip acabant 10è.º
Ha participat en la GP2 Series en el seu primera temporada per a l'equip Concurs Bcn al Costat Del Veneçolà Ernesto Viso. Yoshimoto va aconseguir un podi i va acumular 14 punts que el van deixar en 16è lloc.Lloc del campionat. Per al Temporada 2006 va tornar a competir a BCN, aquesta vegada amb Luca Filippi i Timo Glock, va aconseguir un podi i 12 punts finals per acabar en 15è lloc. En aquesta temporada. Des del 2007 participa A La màxima categoria Japonesa de monoplaça, el Fórmula Nippon amb l'equip SG 5ZIGEN.